# Morgan (Utah)
Morgan ist ein Ort und Verwaltungssitz von Morgan County im US-Bundesstaat Utah. Das U.S. Census Bureau hat bei der Volkszählung 2020 eine Einwohnerzahl von 4071 ermittelt.

## Geschichte
Den Namen hat der Ort Morgan sowie das County von Jededia Morgan Grant erhalten, einen Führer der Mormonen Kirche.
Der Ort wurde im Jahre 1855 besiedelt, Jahre bevor das County 1862 gegründet wurde. In dem Ort Morgan gibt es
eine alte Eisenbahnstation der transkontinentalen Eisenbahnlinie die durch Morgan County führte. Die Anfänge der Eisenbahnlinie
durch Morgan County gehen bis in das Jahr 1864 zurück.
Der Bahnhof wurde im Jahre 1982 geschlossen, wird aber weiter als Besucher Zentrum genutzt.

## Geographie
Der Ort bedeckt eine Fläche von 8,3 km² (3,2 mi²)

## Demographie
Am 1. Juli 2004 lebten in Morgan (Ort) 2748 Menschen.

### Altersstruktur
| Bevölkerung | Jahre   | Anteil  |
| ----------- | ------- | ------- |
| unter       | 18      | 37,20 % |
| von         | 18 – 24 | 10,20 % |
| von         | 25 – 44 | 25,10 % |
| von         | 45 – 64 | 16,80 % |
| über        | 65      | 10,70 % |

Das durchschnittliche Alter beträgt 27 Jahre.